# Maria Teresa von Spanien (1638–1683)

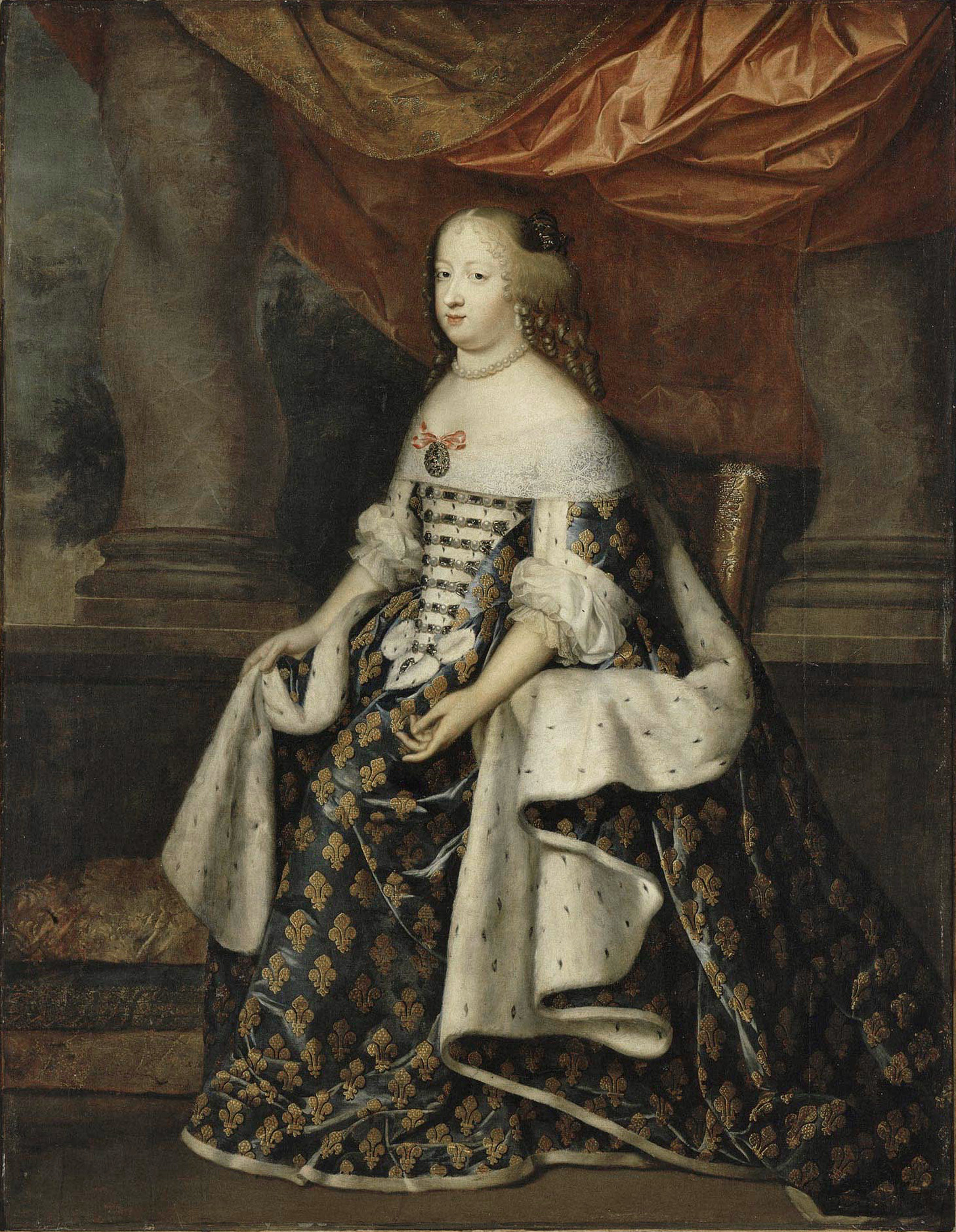
Charles Beaubrun: Königin Marie Therese von Frankreich im französischen Lilien-Ornat, um 1660. Schloss Versailles.

Maria Teresa von Spanien (auch Maria Theresia von Spanien; spanisch María Teresa de Austria, französisch Marie-Thérèse d’Autriche; * 10. September 1638 im Escorial bei Madrid; † 30. Juli 1683 in Versailles) war eine europäische Hochadelige. Als Tochter des spanischen Königs Philipp IV. war sie Infantin von Spanien und als Prinzessin aus dem Hause Österreich wird sie auch Maria Theresia von Österreich genannt; zudem führte sie den Titel Erzherzogin von Österreich.
Am 9. Juni 1660 wurde sie mit dem Sonnenkönig Ludwig XIV. vermählt und war dadurch bis zu ihrem Tod Königin von Frankreich und dem Königreich Navarra. Dieser Eheschluss besiegelte nach einem jahrzehntelangen Krieg den vereinbarten Frieden zwischen Frankreich und dem habsburgischen Spanien. Die Ehe war für sie sehr unglücklich, und sie stand schon bald dauerhaft im Schatten von Ludwigs wechselnden Mätressen. Im Alter von 44 Jahren starb sie. Sie war die Großmutter Philipps V. von Spanien und Urgroßmutter Ludwigs XV. von Frankreich.

## Herkunft und Jugend

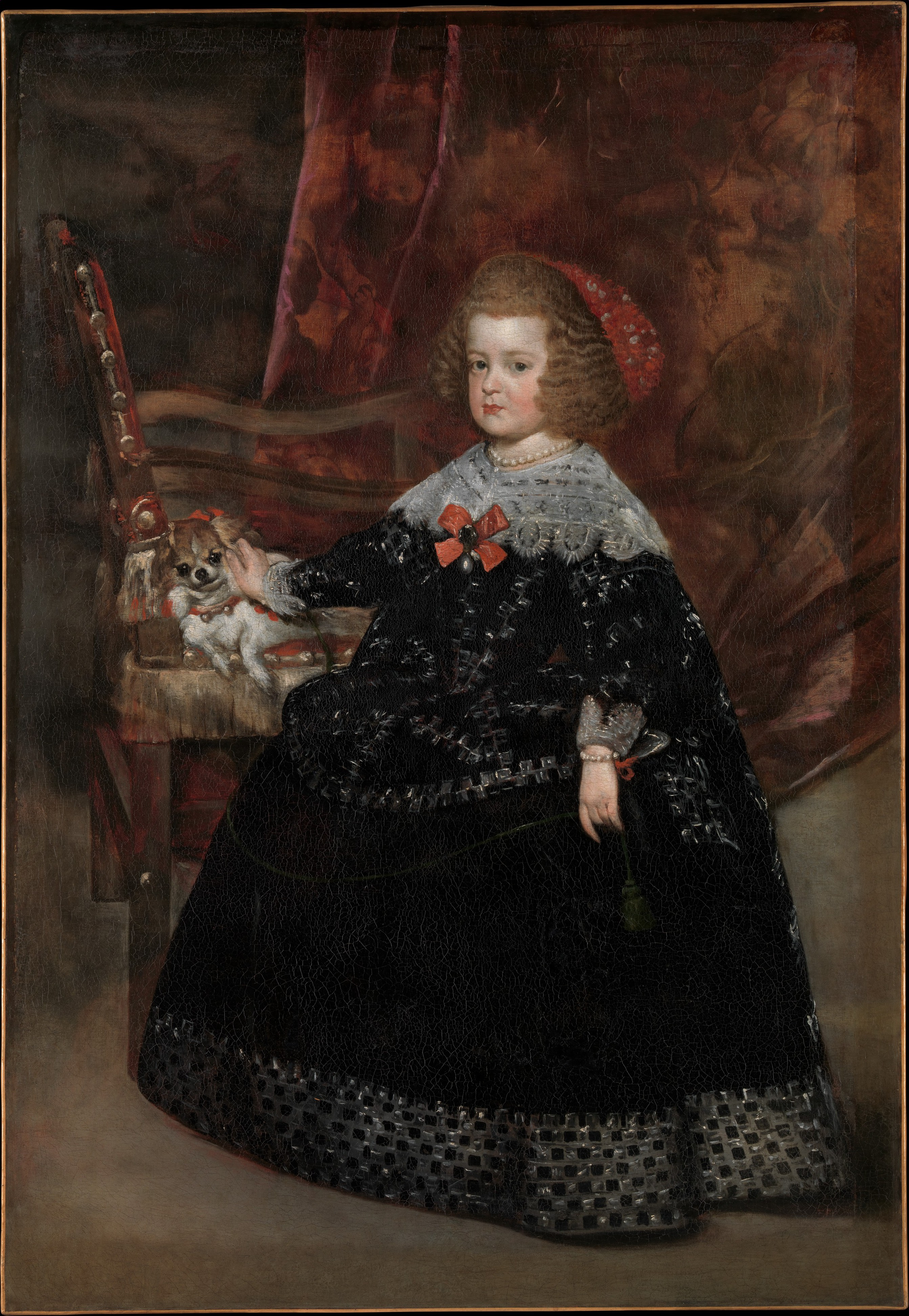
Juan Bautista Martinez del Mazo: Infantin Maria Teresa, ca. 1642. Metropolitan Museum of Arts, New York

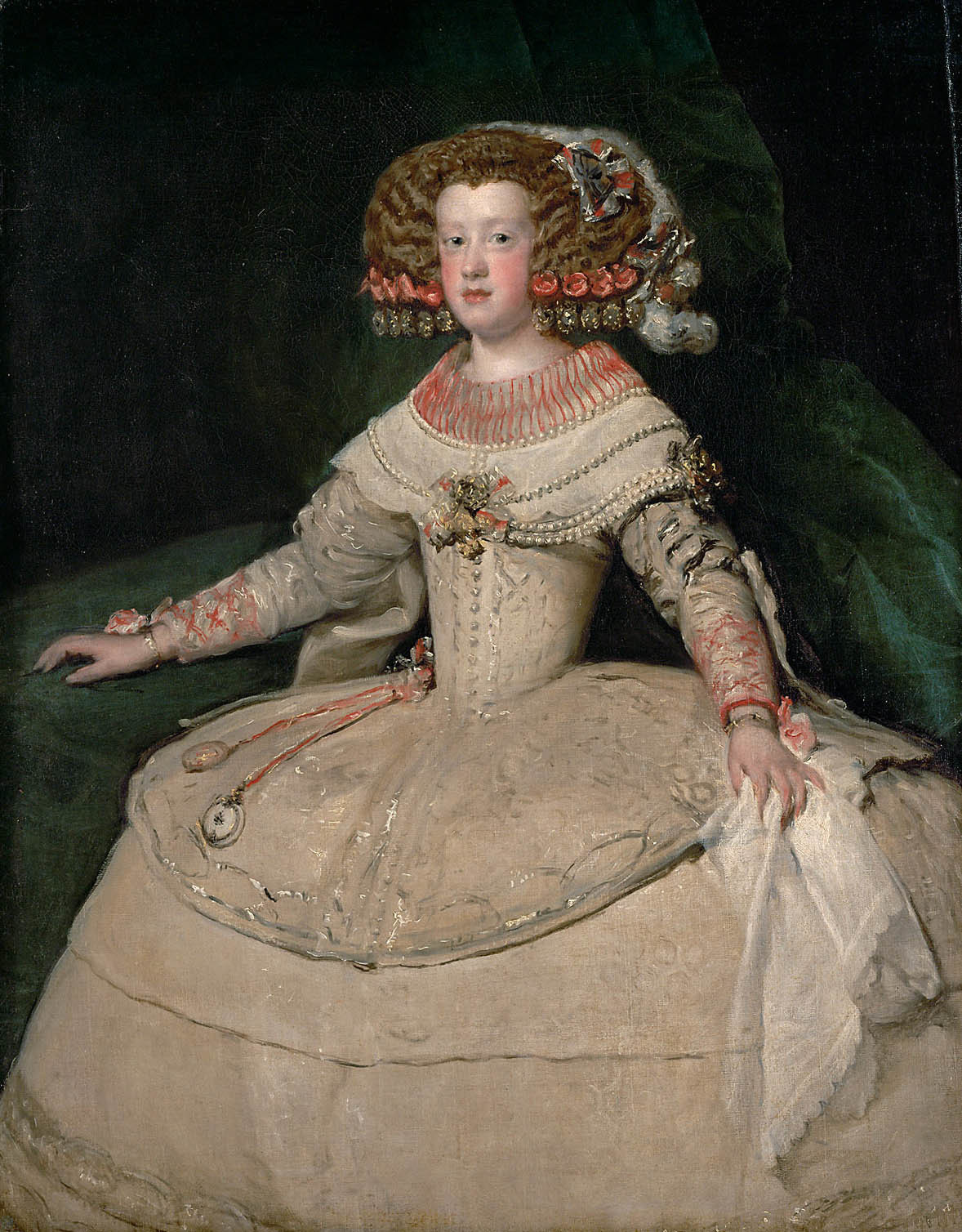
Diego Velázquez: Infantin Maria Teresa im Alter von 14 oder 15 Jahren, 1652–1653. Kunsthistorisches Museum, Wien.

Maria Teresa war die jüngste Tochter des spanischen Königs Philipp IV. aus dessen erster Ehe mit Isabella von Frankreich, der Tochter des französischen Königs Heinrichs IV. Die sieben Vollgeschwister Maria Teresas starben alle sehr jung, zuletzt 1646 Baltasar Carlos im Alter von nur 17 Jahren. Auch ihre Mutter verlor sie schon 1644 als Sechsjährige. 1649 bekam sie eine nur vier Jahre ältere Stiefmutter, als sich Philipp IV. in zweiter Ehe mit seiner Nichte Maria Anna, der Tochter Kaiser Ferdinands III., vermählte.
Maria Teresa wurde sehr streng und religiös im gegenreformatorischen Sinn erzogen und erhielt eine relativ bescheidene Ausbildung. Obwohl schon relativ früh ihre mögliche Verheiratung mit Ludwig XIV. im Gespräch war, bekam sie praktisch keinen Unterricht in der französischen Sprache. Über ihre Erziehung wachten nacheinander drei Franziskaner. Als Fünfjährige wurde sie dem Pater Jean de la Palme anvertraut, sodann André de Guadalupe und schließlich Alfonso Vázquez, der sie auch nach Frankreich begleiten sollte. Der berühmte Maler Diego Velázquez schuf ein Porträt der Infantin, das seit 1653 im Badezimmer von Anna von Österreich, der Mutter Ludwigs XIV., hing.

## Verhandlungen für die Heirat mit Ludwig XIV.
1656 bemühte sich Frankreich, den bereits seit 1635 andauernden Krieg mit Spanien zu beenden und strebte zur Besiegelung des Friedens eine Vermählung Maria Teresas mit Ludwig XIV. an. Dieser war sowohl von väterlicher als auch von mütterlicher Seite her der Cousin seiner auserwählten Braut, da sein Vater Ludwig XIII. ein Bruder von Maria Teresas Mutter Isabella und seine Mutter Anna eine Schwester von Maria Teresas Vater Philipp IV. war. Das nicht nur von der Königinmutter Anna, sondern auch von Kardinal Mazarin gewünschte Heiratsprojekt wurde aber bei den Friedensverhandlungen in Madrid von Philipp IV. abgelehnt, da er damals (1656) keinen männlichen Nachkommen hatte und seine Tochter Maria Teresa die Thronerbin geworden wäre, weil in Spanien das Salische Recht keine Gültigkeit besaß. Somit wäre das Reich der spanischen Linie der Habsburger nach dem Tod Philipps IV. an Ludwig XIV. gefallen, was dem spanischen König nicht behagen konnte. Ein weiteres Hindernis des Eheprojekts entstand durch das Interesse des Kaisers Leopold I. an einer Ehe mit Maria Teresa; diese Idee wurde von Königin Maria Anna, der Schwester Leopolds und zweiten Gemahlin Philipps IV., unterstützt.
Aus der Sicht Kardinal Mazarins gefährdete zu allem Überfluss seine eigene Nichte Maria Mancini 1658 seinen Heiratsplan, weil der jugendliche Ludwig XIV. sich ernsthaft in diese verliebte und sie zu ehelichen erwog. Andererseits hatte sich der Krieg für Spanien inzwischen unerfreulich entwickelt und außerdem hatte Philipp IV. 1657 von seiner zweiten Gattin einen Thronerben, Felipe Próspero, bekommen. Weil aber der Madrider Hof immer noch zögerte, griff der Kardinal zu einer List und begab sich mit dem französischen König und dessen Mutter im Spätherbst 1658 nach Lyon, wo er scheinbar Verhandlungen für eine Verheiratung Ludwigs XIV. mit Margarete Jolande von Savoyen einleitete. Diese Scheinkandidatin war die zweite Tochter der Herzogin Christina von Savoyen, einer Schwester Ludwigs XIII. Der Plan des Kardinals ging auf: Philipp IV. entschloss sich im Dezember 1658 zu einer ernsthaften Friedensvereinbarung einschließlich seiner Zustimmung zur Ehe seiner Tochter mit Ludwig XIV. Er schickte rasch seinen Staatssekretär Antonio Pimentel als Sondergesandten nach Lyon, um sein Angebot Mazarin übermitteln zu lassen. Daraufhin wurden die Heiratsgespräche mit dem Haus Savoyen sofort eingestellt und Pimentel folgte der französischen Königsfamilie im Februar 1659 nach Paris. Dort führte Mazarin mit dem spanischen Sondergesandten zähe Verhandlungen. Anfang Juni war Philipp IV. zur Unterzeichnung eines Präliminarfriedens bereit. Am 13. August begannen sodann die entscheidenden, monatelangen Gespräche zwischen Mazarin und dem spanischen Minister Luis Méndez de Haro y Guzmán. Sie wurden auf der Fasaneninsel inmitten des Flusses Bidassoa geführt, dessen Unterlauf Frankreich und Spanien voneinander trennte. Ludwig XIV. war unterdessen aber immer noch in Maria Mancini verliebt, und nur mit viel Mühe gelang es seiner Mutter und dem Kardinal, dass er sich der Staatsräson fügte.
Schließlich waren sich die Verhandlungspartner so weit einig, dass der Marschall de Gramont mit einer französischen Delegation nach Madrid reiste, wo er am 17. Oktober ankam und als Brautwerber Ludwigs XIV. um die Hand der Infantin bat. Am 7. November 1659 unterzeichneten Mazarin und Luis de Haro den endgültigen Friedensschluss. Dieser sogenannte Pyrenäenfrieden brachte Frankreich territoriale Gewinne und beinhaltete die Eheschließung zwischen der spanischen Infantin und Ludwig XIV. Eine Klausel des Ehevertrages besagte, dass die Infantin mit dessen Inkrafttreten für sich und ihre Nachkommen auf alle Ansprüche auf die spanische Krone verzichtete – unter der Voraussetzung allerdings, dass ihr Vater Philipp IV. eine sehr hohe Mitgift von 500.000 Gold-Écus entrichtete. Spaniens Staatskasse war jedoch leer und konnte diese Summe nicht aufbringen. Dass Spanien eine solche Klausel akzeptierte, zeigt, dass Frankreich zu diesem Zeitpunkt bereits die Vormachtstellung in Europa errungen hatte.

## Eheschließung

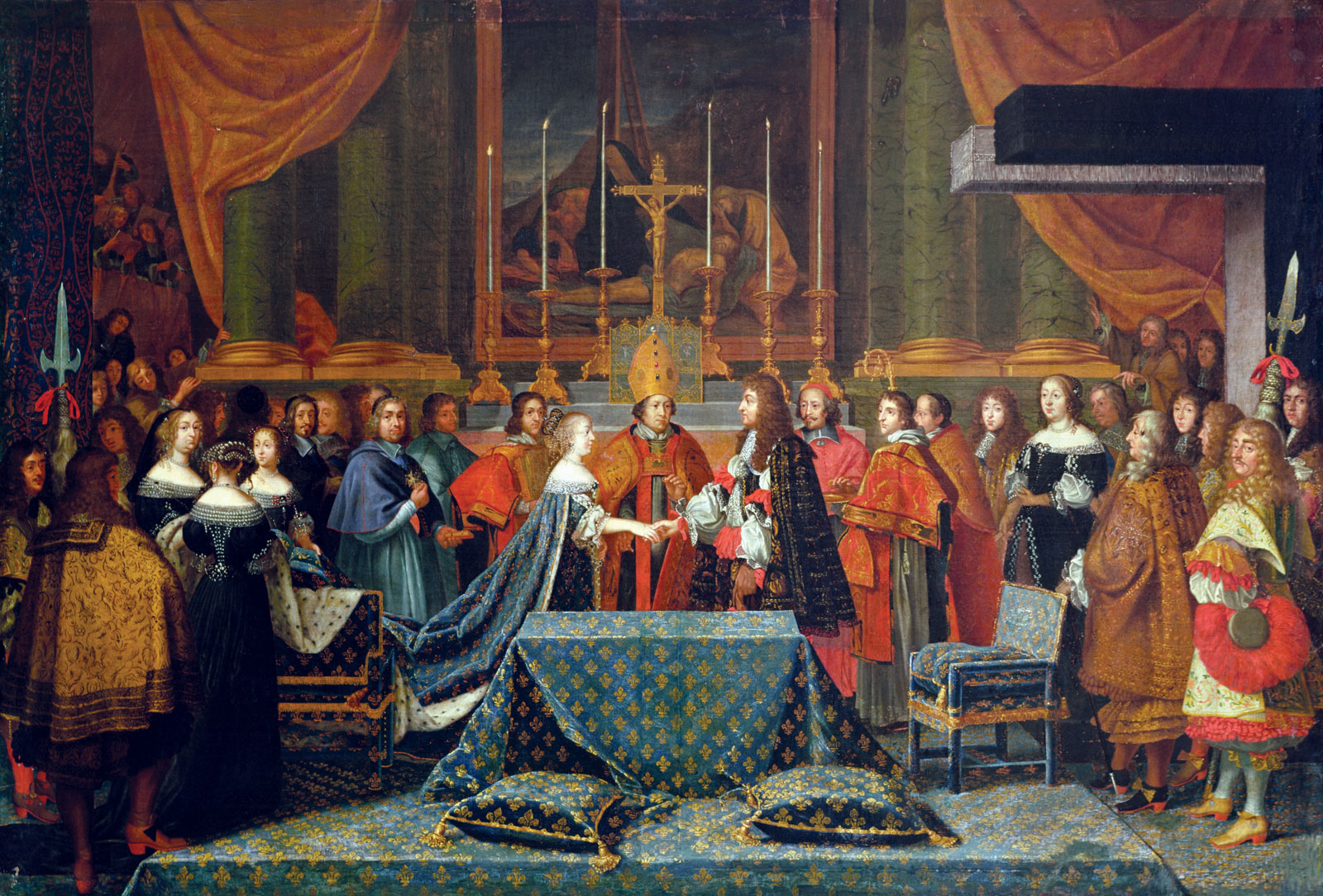
Jacques Laumosnier: Hochzeit Ludwigs XIV. mit Maria Teresa von Spanien in der Kirche Saint-Jean-Baptiste von Saint-Jean-de-Luz am 9. Juni 1660. Musée de Tessé, Le Mans

Nach dem Abschluss des Friedens dauerte es noch sieben Monate bis zur tatsächlichen Heirat der spanischen Infantin und des französischen Königs. Philipp IV. begleitete seine Tochter zur Hochzeitszeremonie. Maria Teresa heiratete zunächst per procurationem am 3. Juni 1660 in der Kathedrale von Fuenterrabia auf spanischem Territorium, wobei Luis de Haro die Rolle des Bräutigams übernahm. Drei Tage später trafen sich die spanische und die französische Königsfamilie mit ihrem jeweiligen Hofstaat in einem Pavillon auf der Fasaneninsel, aber Anna von Österreich besuchte ihren Bruder Philipp IV. und dessen Tochter schon am 4. Juni, wobei auch Ludwig XIV. „al incognito“ einen ersten Blick auf seine Braut warf. Beim offiziellen Treffen am 6. Juni beschworen die beiden Könige feierlich den Frieden. Dabei stellten die modisch und bunt gekleideten französischen Edelmänner einen auffälligen Kontrast zu den in schwarze, altertümlich wirkende Gewänder gehüllten spanischen Hofleuten dar. Zwischen den beiden Delegationen verlief eine imaginäre, durch Teppiche angezeigte Trennlinie, welche die Grenze zwischen den beiden Reichen darstellte, denn der spanische König durfte keinen Meter französischen Bodens betreten und umgekehrt. Am Tag darauf wurde Maria Teresa der französischen Seite übergeben. Sie nahm zuvor unter Tränen für immer von ihrem Vater Abschied, da es nicht üblich war, dass fremdstämmige Prinzessinnen oder Königinnen ab und zu ihre Heimat besuchten, um deren emotionale Bindungen an ihr Vaterland nicht zu groß werden zu lassen. Nach ihrer Abholung wurde die Infantin sofort in französische Tracht gehüllt.
Am 9. Juni 1660 wurde in der Kirche von Saint-Jean-de-Luz die Hochzeit des im 22. Lebensjahr stehenden Ludwig XIV. und seiner um nur fünf Tage jüngeren Braut mit großer Pracht gefeiert. Diese trug auf ihrem Haar eine Krone und ein Kleid, das ihren neuen Status als französische Königin demonstrierte: Es war aus blauem Samt und mit goldenen Lilien bestickt – wie die Fleur-de-lys auf blauem Grund im königlichen Wappen von Frankreich; die Schleppe trugen zwei jüngere Prinzessinnen aus dem Haus Orléans. Maria Teresa war von nun an: Marie-Thérèse, Königin von Frankreich.
Als Ludwig XIV. nach dem Hochzeitsbankett rasch mit seiner Gattin in sein Nachtquartier aufbrechen wollte, äußerte sich diese gegenüber ihrer Tante und Schwiegermutter Anna von Österreich zunächst zögerlich, schon jetzt zu ihrem Gatten ins Bett zu steigen. Doch nachdem das Paar in dem für sie bestimmten Patrizierhaus eingetroffen war, gab die Braut auf die Nachricht hin, dass der König schon ausgezogen auf sie warte, ihren Hofdamen die Anweisung, sich bei der Zeremonie ihrer Entkleidung zu beeilen. Am nächsten Morgen schienen beide Ehepartner rundum zufrieden zu sein.
Am 26. August 1660 hielt das Königspaar seinen nach dem Vorbild eines römischen Triumphs gestalteten Einzug in Paris. Es wurde u. a. vom Hochadel, kirchlichen Würdenträgern und den Professoren der Sorbonne empfangen, durchschritt Triumphbögen und erhielt die Stadtschlüssel überreicht. Statuen des Herkules und anderer Götter säumten seinen Weg.

## Nachkommen
Der Ehe von Maria Teresa und Ludwig XIV. entstammten drei Söhne und drei Töchter. Mit Ausnahme ihres ältesten Sohnes, des 1711 verstorbenen Dauphin Louis, starben alle ihre Kinder bereits im Säuglings- oder frühen Kindesalter.
1. Louis von Frankreich "Grand Dauphin" (* 1. November 1661; † 14. April 1711)
2. Anne Élisabeth von Frankreich (* 18. November 1662; † 30. Dezember 1662)
3. Marie Anne von Frankreich (* 16. November 1664; † 26. Dezember 1664)
4. Marie-Thérèse von Frankreich, "Madame Royale" (* 2. Januar 1667; † 1. März 1672)
5. Philippe Charles von Frankreich (* 11. August 1668; † 10. Juli 1671), Herzog von Anjou (1668–1671)
6. Louis François von Frankreich (* 14. Juni 1672; † 4. November 1672), Herzog von Anjou (1672)

## Am französischen Hof

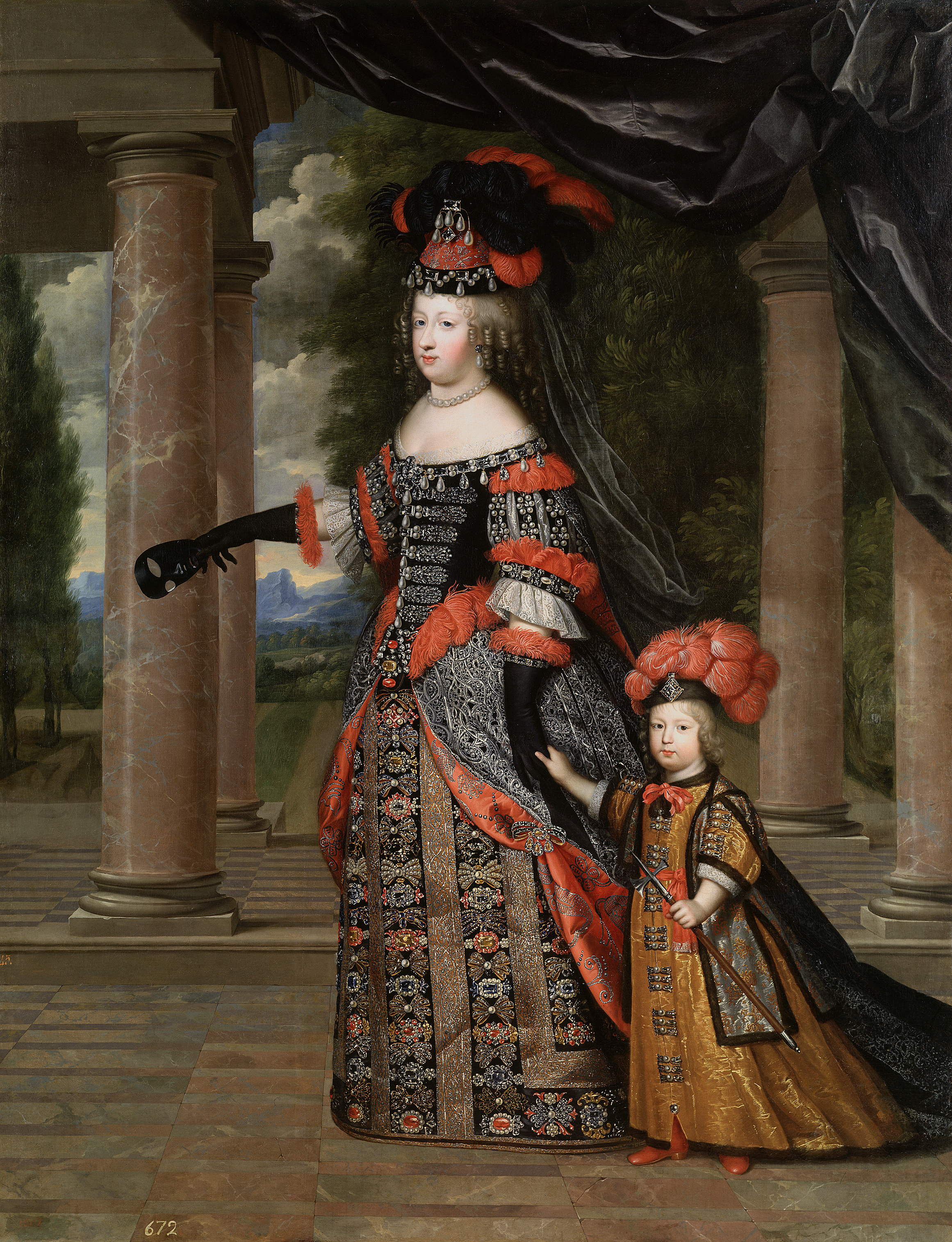
Charles Beaubrun: Königin Marie Therese von Frankreich mit ihrem Sohn, dem Dauphin Louis, ca. 1663.

In Frankreich wurde selbstverständlich der Name der einstigen Infantin und aktuellen Königin des Landes in die französische Namensform Marie-Thérèse d’Autriche umgewandelt, genauso wie man ihre Tante und Schwiegermutter Anna von Österreich, die Mutter Ludwigs XIV. und ebenfalls eine spanische Infantin, auf Französisch Anne d’Autriche nannte. D’Autriche bedeutet übersetzt „von Österreich“, bezieht sich jedoch in diesen Fällen nicht auf das Land Österreich, sondern auf ihre Abstammung aus der Familie Habsburg (= ital. und span. Austria, franz. Autriche).
Obwohl die Ehe des Königspaares zu Beginn als glücklich galt, schenkte Ludwig XIV. seiner blonden, blauäugigen Gattin nur im ersten Ehejahr seine ungeteilte Aufmerksamkeit; dann wandte er sich verschiedenen Mätressen zu. Dies lag wohl auch an der nur mäßigen Attraktivität und Bildung seiner Gemahlin. Maria Teresa war sehr klein und pausbäckig; sie hatte die typischen Gesichtszüge der spanischen Habsburger, einen hellen Teint und – da sie gerne Kakao und heiße Schokolade trank – schlechte Zähne. Hervorstechende Vorzüge ihrer Persönlichkeit waren vor allem ihre Bescheidenheit und Tugendhaftigkeit sowie ihre wohl aufrichtige Liebe und Verehrung ihres Gatten. Die fromme, schüchterne und trotz ihres Alters kindlich naive Königin tat sich aber schwer mit der frivolen Leichtigkeit des französischen Hofes, die in völligem Gegensatz zum steifen und altmodischen spanischen Hofzeremoniell stand. Sie verstand kaum Französisch und sollte es auch später nie fließend sprechen. So war sie, auch wegen ihrer mangelnden Sprachbeherrschung, nicht in der Lage, in der geistvoll-ironischen Konversation der Hofgesellschaft zu bestehen, und wurde hinter ihrem Rücken als plump und ungeschickt verspottet. Daher konnte sie nicht dem Vorbild ihrer Schwiegermutter folgen und zum Mittelpunkt des Hofes aufsteigen. Sie zeigte darüber hinaus kein Interesse an Tanz, Kunst oder Literatur.
Ludwig XIV. schickte bald die zahlreichen mit Maria Teresa nach Frankreich gekommenen Hofleute mit dem Einverständnis seiner Gattin nach Spanien zurück. Ihr Leibarzt, ihre Erste Kammerfrau Maria Molina und ihr Beichtvater Alfonso Vázquez blieben aber. Der letztere erschien dem König jedoch bald zu wenig fügsam. Daher musste Vázquez den Hof verlassen und wurde in seiner Heimat von Philipp IV. zum Bischof von Cádiz ernannt. Neuer Beichtvater der Königin wurde Michel de Soria, dem wiederum vier Jahre später Bonaventura de Soria folgte.
Für ihre völlige Unterwerfung unter den Willen ihres Gatten bat die Königin um die Zusage, dass er ihr nie befehlen würde, sich von ihm zu trennen. Der König war gern einverstanden und gebot seinem Quartiermarschall, dass sie niemals, auch nicht während einer Reise, getrennt von ihm logieren müsse, auch wenn dies ihre gemeinsame Übernachtung in einem sehr kleinen Haus bedeuten würde. Auch als er später zahlreiche Affären unterhielt, war er nach außen hin peinlich darauf bedacht, seiner Gemahlin alle ihr zukommenden Ehren zu erweisen. Dazu gehörte auch, dass er sein Versprechen bis zu ihrem Tod einhielt und sich zur Wahrung des Scheins jede Nacht wenigstens ein Viertelstündchen ins Ehebett legte. Wenn er seinen ehelichen Pflichten ausreichend nachgekommen war, zeigte seine Gattin am nächsten Tag ihre Freude darüber dem ganzen Hof durch Lachen und Händereiben an, wie Liselotte von der Pfalz, die zweite Gattin des Herzogs Philippe von Orléans, des Bruders Ludwigs XIV., berichtet.
Nach dem Tod Kardinal Mazarins (9. März 1661) übernahm der König persönlich die Regierungsgeschäfte und wurde dermaßen zum absoluten Monarchen, dass der Hochadel und sogar die anderen Mitglieder der Königsfamilie in politischen Belangen nahezu ein Statistendasein führten. Auch die Königin hatte auf politische Entscheidungen keinen Einfluss und spielte sogar eine weniger bedeutende Rolle als die Favoritinnen des Königs. Große Summen gab sie für ihre Hunde und für ihre sechs Hofzwerge aus, die regelmäßig an ihrer Tafel speisen durften. Viel Geld kostete den König ihre häufige Teilnahme an den am Hof weit verbreiteten Kartenspielen, bei denen sie meist verlor. Für ihren persönlichen Hofstaat bevorzugte sie spanische Dienstboten, mit denen sie in ihrer Muttersprache verkehren konnte.

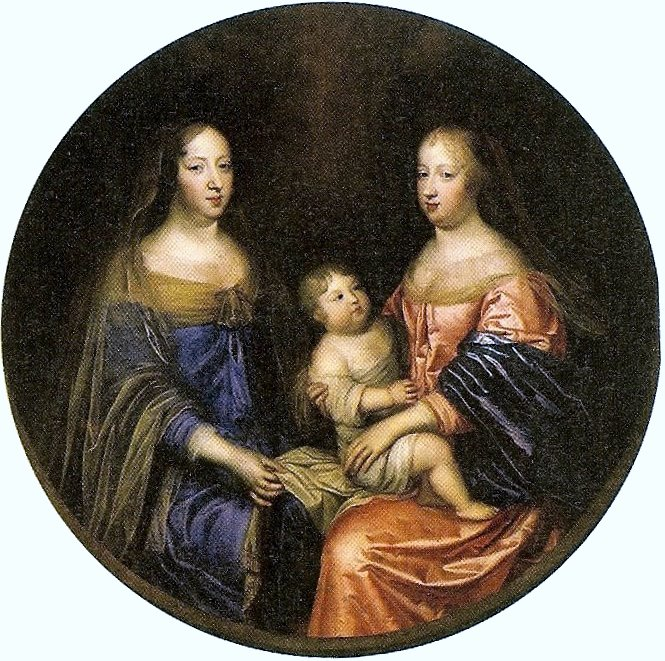
Simon Renard de Saint-André: Königin Maria Teresa von Frankreich (rechts) mit dem Dauphin Louis und mit der Königinmutter Anna von Österreich (links) in einer allegorischen Darstellung als Anna selbdritt (Maria, Jesus und die Heilige Anna), um 1663. Schloss Versailles.

Die Königinmutter Anna von Österreich nahm sich der jungen Königin wie einer Tochter an und suchte sie vor den Hofintrigen zu schützen. Es entwickelte sich eine gegenseitige enge Freundschaft. Maria Teresa zog sich oft in den Kreis ihrer Schwiegermutter zurück, wo sie sich auf Kastilisch unterhalten und heiße Schokolade trinken konnte. Ihr Beichtvater Soria förderte die weitere Entfaltung ihrer Religiosität und stellte fest, dass sie so große Furcht vor dem Gericht Gottes hatte, dass sie schon beim Gespräch darüber zitterte. Wie Maria Teresa besaß auch Anna von Österreich eine ausgeprägte Frömmigkeit. Gemeinsam beteten sie häufig, führten karitative Werke durch, spendeten für die Armen und besuchten Klöster und Kirchen. Zur Lektüre der Königin gehörten u. a. Werke des Petrus von Alcantara und des Franz von Sales.
Bald nachdem der königliche Bruder Philippe von Orléans am 31. März 1661 in erster Ehe die jüngste Tochter des enthaupteten Königs Karl I. von England, Henrietta, geheiratet hatte, wurde diese von Ludwig XIV. umworben. Das Verhältnis zwischen dem König und seiner Schwägerin dauerte indessen nur kurz, da Ludwig XIV. seine Zuneigung rasch einer Hofdame Henriettas, Louise de La Vallière, zuwandte. Diese mehrere Jahre dauernde Affäre suchte man längere Zeit vor der Königin zu verbergen, bis sie darüber von der Gräfin von Soissons, Olympia Mancini, einer weiteren Mazarin-Nichte, informiert wurde. Maria Teresa war, obwohl sie die Liebschaften ihres Gatten wohl geahnt hatte, sehr bestürzt und zornig über seine Untreue. Doch die eifersüchtige Königin hatte keine Möglichkeit, etwas dagegen zu unternehmen. In den nächsten Jahren musste sie zusehen, wie der König mit verschiedenen Geliebten zahlreiche Kinder bekam, von denen einige später legitimiert und mit hohen Ämtern und Ehren versehen wurden. Immerhin gebar Maria Teresa am 1. November 1661 den Thronfolger, erfüllte damit ihre wichtigste Pflicht und bewies ihre Fruchtbarkeit, was ihre Stellung als Königin festigte. Ein während des Akts des Gebärens unter ihren Fenstern aufgeführtes Ballett mit spanischen Tänzern sowie Gitarren- und Kastagnettenklängen sollte sie an ihre Heimat erinnern und von ihrem Geburtsschmerz ablenken.
Ab 1661 ließ Ludwig XIV. an der Stelle eines bescheidenen Jagdschlosses seines Vaters schrittweise das Schloss Versailles erbauen. Nach der Fertigstellung der Gartenanlagen veranstaltete er das prachtvolle, eine Woche (vom 7. bis 13. Mai 1664) dauernde Fest der Plaisirs d’Île enchantée (d. h. die Vergnügen der verzauberten Insel), das offiziell seine Gattin und seine Mutter ehren sollte, in Wirklichkeit aber als Ovation für seine Mätresse Louise de La Vallière gedacht war.
Ein schwerer Schlag für Maria Teresa war der Tod ihrer Schwiegermutter Anna (20. Januar 1666), mit der sie eine wichtige Stütze am Hof verlor. Louise de La Vallière besaß die Kühnheit, sieben Tage nach Annas Tod bei der in Saint-Germain abgehaltenen Totenmesse auf der Ehrentribüne rechts neben der Königin zu sitzen. Bald danach nahm Ludwig XIV. als neue Mätresse Madame de Montespan. Louise de La Vallière musste weitere sieben Jahre ihre Rolle als Geliebte spielen, allerdings nur als zweitrangige.
Zwei Jahre nach dem Tod Philipps IV. von Spanien (17. September 1665) nutzte Ludwig XIV. die nicht regelmäßige Auszahlung der Mitgift seiner Gattin als Vorwand, ihren bei der Heirat gegebenen Verzicht auf ihr spanisches Erbe als nichtig zu betrachten, und eröffnete 1667 den Devolutionskrieg mit einem Einfall in die Spanischen Niederlande. In seiner Argumentation stützte er sich auch auf das brabantische Erbrecht, nach welchem Kinder aus der ersten Ehe als Erben den Vorrang gegenüber den Kindern aus zweiter Ehe hatten. Da nur noch Maria Teresa aus der ersten Ehe Philipps IV. übrig war, erhob der französische König in ihrem Namen Anspruch auf die Spanischen Niederlande. Während der rasch geführten Offensive ließ Ludwig XIV. den Hof an den Kriegsschauplatz nachkommen und zwang dabei die Königin, seine beiden Mätressen in ihrer Kutsche mitfahren zu lassen. Das Volk sprach schadenfroh von den „drei Königinnen“. Der Monarch bemerkt in seinen Memoiren, dass sich die Damen in den eroberten Gebieten genauso sicher fühlen konnten wie in Frankreich.

## Spätere Ehejahre
Im Gegensatz zu Louise de La Vallière benahm sich Madame de Montespan sehr hochmütig und arrogant gegenüber Königin Marie Therese, die mehr denn je ein Schattendasein führen musste und die Montespan als „königliche Hure“ beschimpfte. Während Ludwig XIV. von dieser Mätresse sieben Kinder bekam, musste die Königin 1672 den Tod eines Sohnes und einer Tochter beklagen, nachdem sie schon früher drei ihrer Kinder im Kleinkindalter verloren hatte. Ihr drittes Kind Marie Anne war 1664 behindert zur Welt gekommen und soll ein „maurisches Aussehen“ gehabt haben; es starb kurz nach der Geburt. Haltlos ist die Legende, diese Tochter sei eine Mulattin gewesen und Ludwig XIV. habe daraufhin Maria Teresas schwarzen Pagen töten lassen. Mit dem Tod von fünf Kindern blieb der Königin nur noch ihr ältester Sohn, der Dauphin.
Louise de La Vallière durfte den Hof erst 1674 verlassen und in ein Kloster ziehen. Sie entschuldigte sich zuvor öffentlich bei der Königin für das Leid, das sie ihr angetan hatte, aber Maria Teresa entgegnete, dass sie ihr schon längst verziehen habe.

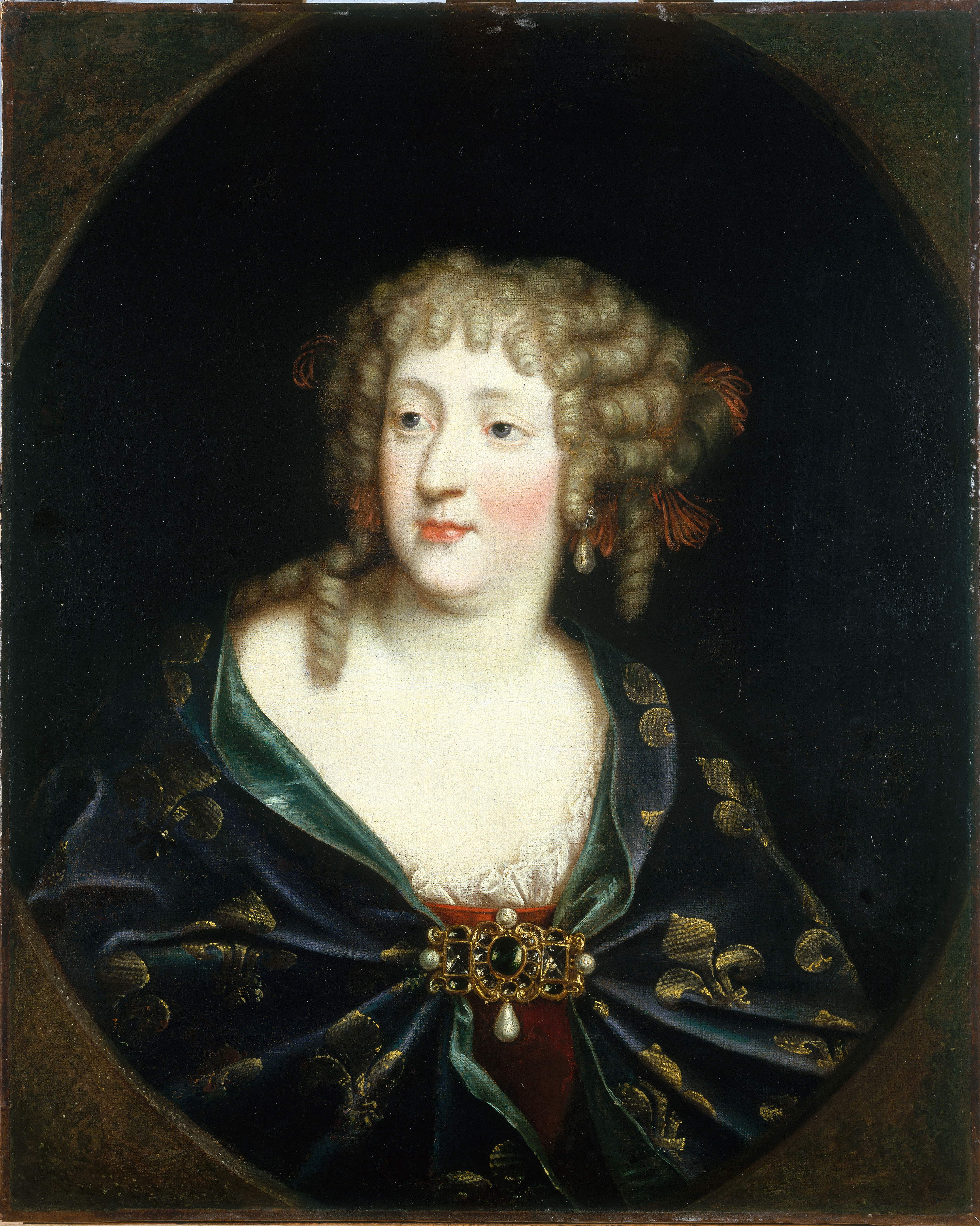
Königin Marie-Thérèse von Frankreich, ca. 1670–1680. Musée Carnavalet, Paris.

Die frühere Eifersucht der Königin wich schließlich der Resignation, und sie reagierte auf ihre Zurücksetzung, indem sie ihre Frömmigkeit und Tugendhaftigkeit noch mehr betonte. Sie ertrug nun ihr Schicksal mit Würde und machte ihrem Gatten keine Szenen, der ihr dafür weiterhin alle ihrer Position gebührenden Ehren zukommen ließ und darauf achtete, dass sich Madame de Montespan ihr gegenüber nicht zu viel  herausnahm. Sie durfte sich auch ungestört im kleinen Kreis ihrer spanischen Hofdamen und Zwerge bewegen. Gern erfüllte sie den alten Brauch französischer Königinnen, zwölf armen Frauen die Füße zu waschen, und diente öfters den Kranken als barmherzige Schwester, etwa im Spital von Saint-Germain-en-Laye. Außerdem förderte sie den von ihr sehr verehrten Franziskanerorden und gründete in Poissy eine Herberge für ausländische, an Skrofulose erkrankte Personen, die nach Paris kamen, weil sie sich ihre Heilung durch Handauflegen des französischen Königs erhofften.
Trotz ihrer Vernachlässigung scheint Maria Teresa einzig und allein ihren Gatten geliebt zu haben; zumindest soll sie auf die Frage ihres Beichtvaters, ob sie am spanischen Hof keinen Mann geliebt habe, geantwortet haben: „Wie hätte mir das in den Sinn kommen können, da dort kein anderer König als mein Vater war?“
Nachdem Madame de Montespan mehr als zehn Jahre die ungekrönte Königin Frankreichs gewesen war, wurde sie von Madame de Maintenon verdrängt. Diese veranlasste Ludwig XIV. im Jahr 1680, seiner Gattin in deren letzten Lebensjahren wieder mehr Aufmerksamkeit zu widmen, was Maria Teresa der Maintenon mit großer Freundlichkeit vergalt.

## Tod
Als Maria Teresa am 20. Juli 1683 von einer Reise mit dem Hofe nach Burgund und ins Elsass nach Versailles zurückkehrte, schien sie noch gesund, erkrankte jedoch bald danach an einem Abszess am linken Arm. Die Behandlung der Ärzte brachte keine Besserung; im Gegenteil, ihr Körper wurde infolge der damals üblichen, medizinisch völlig wirkungslosen, Aderlässe und Verabreichung von Abführmitteln eher geschwächt. Trotz zunehmender Schmerzen beklagte sie sich kaum über ihre Lage. Der König sorgte dafür, dass sie noch rechtzeitig die Sterbesakramente erhielt. Auf ihrem Sterbebett soll sie geäußert haben: „Seit ich Königin wurde, bin ich nur einen einzigen Tag glücklich gewesen.“ Sie verschied am 30. Juli 1683 im Alter von 44 Jahren und erhielt ein prächtiges Staatsbegräbnis. Der bekannte Prediger Jacques Bénigne Bossuet hielt ihr die Grabrede. Es wurden eine Reihe weiterer Epitaphe auf Königin Maria Teresa verfasst, die ihre Tugenden priesen, u. a. vom Kanzelredner Esprit Fléchier, von Georges d’Aubusson de La Feuillade, Bischof von Metz, und von Armand de Béthune, Bischof von Le Puy-en-Velay.

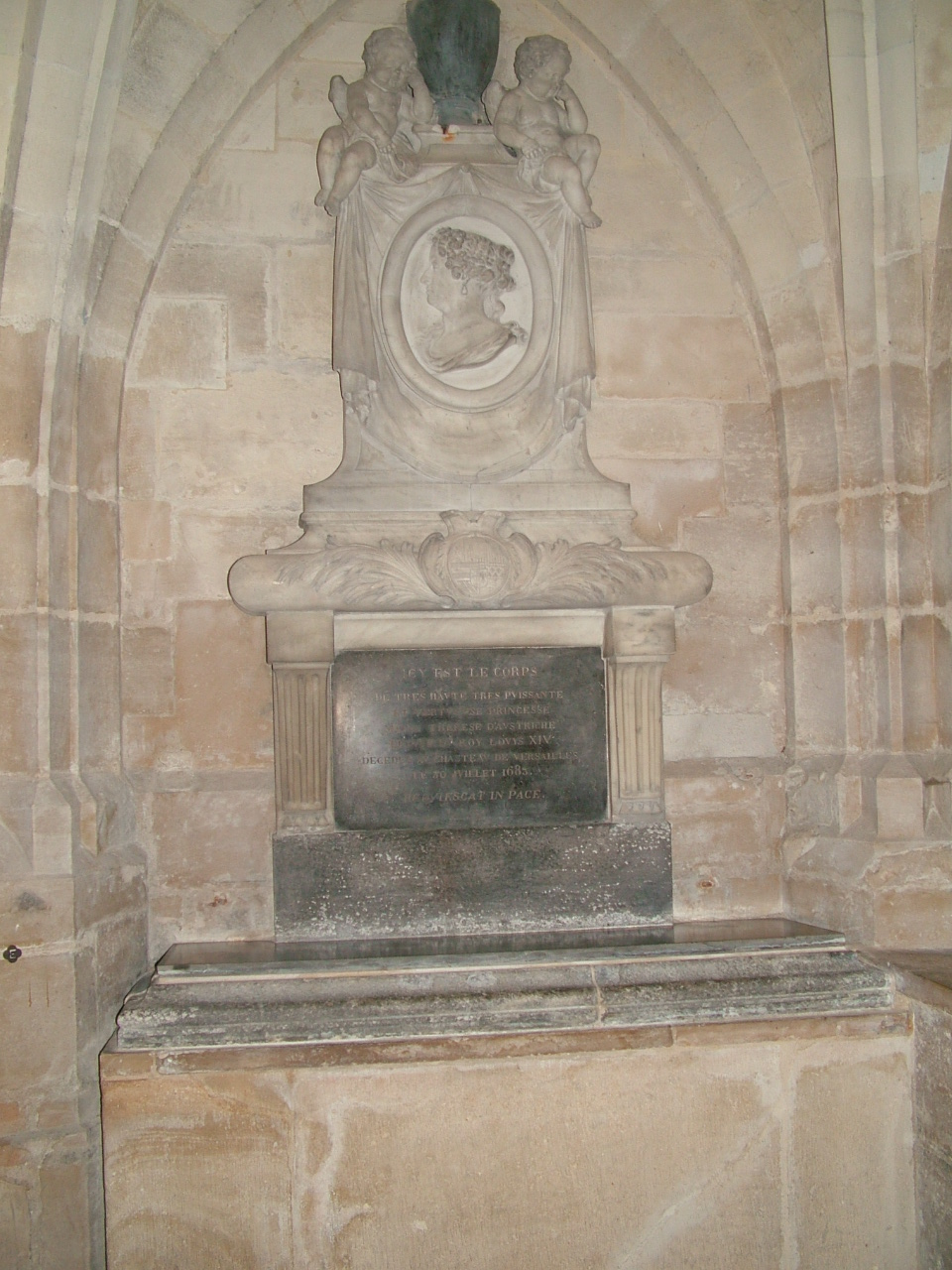
Grabmonument der Königin Marie Thérèse d’Autriche in der Grablege der französischen Könige in der Kathedrale von Saint Denis

Die verstorbene Königin wurde in der Kathedrale von Saint-Denis beigesetzt. Ihr Tod kam überraschend, was Gerüchten Nahrung gab, sie sei vergiftet worden. Dafür gibt es jedoch keinerlei Beweise. Ludwig XIV. scheint sie aufrichtig betrauert zu haben; zumindest ist sein Ausspruch überliefert: „Das war der erste Kummer, den sie mir je bereitet hat“. Die Trauer des Königs um seine verstorbene Gattin dauerte indessen nicht lange, und er heiratete, wahrscheinlich schon zwei Monate später, insgeheim Madame de Maintenon.
Als Karl II. von Spanien, der Sohn von Maria Teresas Stiefmutter Maria Anna, 1700 kinderlos verstarb, setzte er ihren Enkel Philippe d'Anjou zu seinem Nachfolger ein, der sich im Spanischen Erbfolgekrieg durchsetzen konnte und als Philipp V. den spanischen Thron bestieg.
Bei der Plünderung der Königsgräber von Saint-Denis während der Französischen Revolution wurde ihr Grab am 15. Oktober 1793 geöffnet und geplündert. Ihre Überreste wurden in einem Massengrab außerhalb der Kirche beerdigt. Während der bourbonischen Restauration nach 1815 wurden die in den beiden Gruben außerhalb der Kathedrale beerdigten Gebeine und sterblichen Überreste erneut geborgen und, da sie einzelnen Individuen nicht mehr zuzuordnen waren, in einem gemeinsamen Ossarium in einer Krypta der Kathedrale beigesetzt.

## Vorfahren
|  |                                                |  |  |  |  |  |  |  |  |  |  |  |  |
|  | Philipp II. (Spanien) (1527–1598)              |  |  |  |  |  |  |  |  |  |  |  |  |
|  |                                                |  |  |  |  |  |  |  |  |  |  |  |  |
|  |                                                |  |  |  |  |  |  |  |  |  |  |  |  |
|  | Philipp III. (Spanien) (1578–1621)             |  |  |  |  |  |  |  |  |  |  |  |  |
|  |                                                |  |  |  |  |  |  |  |  |  |  |  |  |
|  |                                                |  |  |  |  |  |  |  |  |  |  |  |  |
|  | Anna von Österreich (1549–1580)                |  |  |  |  |  |  |  |  |  |  |  |  |
|  |                                                |  |  |  |  |  |  |  |  |  |  |  |  |
|  |                                                |  |  |  |  |  |  |  |  |  |  |  |  |
|  | Philipp IV. (Spanien) (1605–1665)              |  |  |  |  |  |  |  |  |  |  |  |  |
|  |                                                |  |  |  |  |  |  |  |  |  |  |  |  |
|  |                                                |  |  |  |  |  |  |  |  |  |  |  |  |
|  | Karl II. (Innerösterreich) (1540–1590)         |  |  |  |  |  |  |  |  |  |  |  |  |
|  |                                                |  |  |  |  |  |  |  |  |  |  |  |  |
|  |                                                |  |  |  |  |  |  |  |  |  |  |  |  |
|  | Margarete von Österreich (1584–1611)           |  |  |  |  |  |  |  |  |  |  |  |  |
|  |                                                |  |  |  |  |  |  |  |  |  |  |  |  |
|  |                                                |  |  |  |  |  |  |  |  |  |  |  |  |
|  | Maria Anna von Bayern (1551–1608)              |  |  |  |  |  |  |  |  |  |  |  |  |
|  |                                                |  |  |  |  |  |  |  |  |  |  |  |  |
|  |                                                |  |  |  |  |  |  |  |  |  |  |  |  |
|  | Maria Theresa von Spanien (1638–1683)          |  |  |  |  |  |  |  |  |  |  |  |  |
|  |                                                |  |  |  |  |  |  |  |  |  |  |  |  |
|  |                                                |  |  |  |  |  |  |  |  |  |  |  |  |
|  | Antoine de Bourbon, duc de Vendôme (1518–1562) |  |  |  |  |  |  |  |  |  |  |  |  |
|  |                                                |  |  |  |  |  |  |  |  |  |  |  |  |
|  |                                                |  |  |  |  |  |  |  |  |  |  |  |  |
|  | Heinrich IV. (Frankreich) (1553–1610)          |  |  |  |  |  |  |  |  |  |  |  |  |
|  |                                                |  |  |  |  |  |  |  |  |  |  |  |  |
|  |                                                |  |  |  |  |  |  |  |  |  |  |  |  |
|  | Johanna III. (Navarra) (1528–1572)             |  |  |  |  |  |  |  |  |  |  |  |  |
|  |                                                |  |  |  |  |  |  |  |  |  |  |  |  |
|  |                                                |  |  |  |  |  |  |  |  |  |  |  |  |
|  | Isabella von Frankreich (1602–1644)            |  |  |  |  |  |  |  |  |  |  |  |  |
|  |                                                |  |  |  |  |  |  |  |  |  |  |  |  |
|  |                                                |  |  |  |  |  |  |  |  |  |  |  |  |
|  | Francesco I. de’ Medici (1541–1587)            |  |  |  |  |  |  |  |  |  |  |  |  |
|  |                                                |  |  |  |  |  |  |  |  |  |  |  |  |
|  |                                                |  |  |  |  |  |  |  |  |  |  |  |  |
|  | Maria de’ Medici (1575–1642)                   |  |  |  |  |  |  |  |  |  |  |  |  |
|  |                                                |  |  |  |  |  |  |  |  |  |  |  |  |
|  |                                                |  |  |  |  |  |  |  |  |  |  |  |  |
|  | Johanna von Österreich (1547–1578)             |  |  |  |  |  |  |  |  |  |  |  |  |
|  |                                                |  |  |  |  |  |  |  |  |  |  |  |  |
|  |                                                |  |  |  |  |  |  |  |  |  |  |  |  |